# Маттоли, Марио
Марио Маттоли (итал. Mario Mattòli; 30 ноября 1898, Толентино, Марке — 26 февраля 1980, Рим) — итальянский кинорежиссёр и сценарист, поставил 86 фильмов за период с 1934 по 1966 год.

## Биография
Марио Маттоли является прямым наследником Агостино Маттоли (ит.), врача-хирурга и врача-гомеопата. Дворянская семья Маттоли была родом из Беваньи, но Марио родился в Толентино, потому что его отец, Аристид Маттоли, был перевезен в местную больницу. Получив степень бакалавра, Марио Маттоли начал работать подрядчиком. В 1927 году вместе с режиссёром Лучано Рамо основал «Spettacoli Za-bum».
В 1928 году женился на актрисе Мити Миньоне, известной по работе вместе с братом Тото Миньоне (ит.) и сестрой Каролиной (ит.). Это трио распалось сразу на следующий день после свадьбы Мити. С тех пор Маттоли подписал 32-летнюю карьеру, и очень часто писал сценарии, начиная от драмы до научной фантастике. Марио Маттоли также работал в телевидении. Некоторые из его фильмов, в том числе с Тото, сегодня считаются классикой итальянского кино.

## Избранная фильмография
- 1934 — Крайний срок
- 1936 — Человек, который улыбается
- 1939 — Вот видишь, какой ты
- 1940 — Пират — это я
- 1940 — Не говори мне это!
- 1941 — Урок химии в 9 часов
- 1942 — Три орлёнка
- 1943 — Бойкая Тереза
- 1943 — Последний извозчик
- 1947 — Двое сироток
- 1948 — Тото совершает поездку по Италии
- 1948 — Фиакр № 13
- 1948 — Ассунта Спина
- 1949 — Синьоринелла
- 1949 — Адам и Ева
- 1950 — Тототарзан
- 1950 — Мальчишки-курсанты
- 1950 — Тото-шейх
- 1952 — Пять бедняков на автомобиле
- 1953 — Самый смешной спектакль в мире
- 1953 — Две ночи с Клеопатрой
- 1954 — Тото ищет мира
- 1958 — Тото, Пеппино и фанатики
- 1960 — Свидание на Искье
- 1960 — Тото, Фабрици и нынешняя молодёжь
- 1961 — Мацист против Геркулеса в Долине скорби
- 1962 — Пять моряков для ста девушек
- 1964 — Труп для синьоры
- 1966 — На несколько долларов меньше